# Terra Violenta
Terra Violenta é um filme documentário brasileiro dirigido por Edmond Francis Bernoudy, baseado no romance Terras do Sem-Fim de Jorge Amado e produzido pela Atlântida Empresa Cinematográfica do Brasil S. A.. Exibido pela primeira vez em 1949, o longa-metragem tem duração de 110 minutos e se trata de uma narrativa dramática, ficcional e de aventura. Mesmo sendo divulgado em São Paulo, sua produção aconteceu no Rio de Janeiro, mas suas imagens, em geral, foram gravadas na Bahia.

## Sinopse
O documentário de Edmond Francis Bernoudy é uma crítica a sociedade, na qual, ele expõe o problema social sobre a posse das áreas cacaueiras (produção de cacau - principalmente localizada no estado da Bahia). Para ilustrar o ambiente, o documentário conta histórias de alguns personagens, como Zeca Marajó, a prostituta Nancy, Sérgio de Oliveira, Raimundo, sua esposa Irene e Joana, a empregada.
O filme tem como fio condutor a disputa de terra, principalmente entre latifundiário e tudo que as pessoas são capazes de fazer por poder.

## Elenco
- Anselmo Duarte como Carlos
- Graça Melo como Raimundo
- Heloísa Helena como Lucy
- Maria Fernanda como Irene
- Celso Guimarães